# Federico De Franchi (1642–1734)
Federico De Franchi Toso (ur. 1642 w Genui, zm. 1734 tamże) – polityk genueński.
Przez okres od 7 czerwca 1701 do 7 czerwca 1703 roku Federico De Franchi pełnił urząd doży Genui.